# Denver Open 1976
Il Denver Open 1976 è stato un torneo di tennis giocato sul sintetico indoor. È stata la 5ª edizione del torneo che fa parte del World Championship Tennis 1976. Si è giocato a Denver negli USA dal 20 al 26 aprile 1976.

## Campioni

### Singolare maschile
Jimmy Connors ha battuto in finale  Ross Case con il punteggio di 7–6, 6–2

### Doppio maschile
John Alexander /  Phil Dent hanno battuto in finale  Jimmy Connors /  Billy Martin con il punteggio di 6–7, 6–2, 7–5